# Bumblebee (DC Comics)
Pour les articles homonymes, voir Bumblebee.
Bumblebee, née Karen Beecher-Duncan est un personnage de fiction créé par Bob Rozakis appartenant à l'univers DC Comics. Elle a été membre des Teen Titans et de la Doom Patrol et est considérée comme la première super-héroïne Afro-Américaine de DC.

## Historique de la publication
Karen Beecher apparaît pour la première fois dans Teen Titans #45, en décembre 1976, et fut créée par le scénariste Bob Rozakis et le dessinateur Irv Novick. Son alias Bumblebee apparaît pour la première fois dans Teen Titans #48, en juin 1977.

## Biographie fictive

### Teen Titans
La scientifique Karen Beecher était la petite amie de Herald (Mal Duncan), membre des Teen Titans. Dans le but d'aider Herald à se faire bien voir par l'équipe, Karen se fabriqua en secret une super-combinaison sur le thème d'un bourdon et attaqua les Teen Titans. Elle réussit à s'échapper sans que sa ruse soit dévoilée.
Quand elle expliqua à Mal et aux Titans ce qu'elle avait fait, ils furent suffisamment impressionnés pour lui offrir une place de membre, offre qu'elle accepta. Par la suite, Mal et elle intégrèrent la nouvelle équipe des Titans de l'Ouest (Titans West), ayant déménagé à San Francisco. Quand l'équipe des Titans fut dissoute pour un moment, Karen et Mal se marièrent et prirent leur 'retraite' de super-héros. Karen prit un travail à S.T.A.R. Labs, où elle créait des armes non létales.
Ils sont retournés à la lutte contre le crime de temps en temps pour aider l'équipe. Bumblebee combattit personnellement Zauriel, un membre de la Justice League. Malgré l'aide de Supergirl, Bumblebee a rapidement été  vaincue.
À la suite de cela, Mal et Karen rejoignirent brièvement la dernière version des Titans de l'Ouest (maintenant appelé les Titans L.A.), mais cette équipe ne s'est jamais réellement développée, et les héros retournèrent à leur semi-retraite.

### DC Rebirth
Dans la continuité du DC Rebirth, Karen est la femme enceinte de Mal Duncan. Elle révéla plus tard qu'elle avait le pouvoir de lancer des boules d'énergie de ses mains, ce qui s’avéra pratique lors du combat contre Mister Twister avec les Teen Titans. À la fin du combat, le travail démarra et elle finit par accoucher.

## Pouvoirs et capacités
À l'origine, Bumblebee n'a aucun véritable pouvoir et ses capacités uniques viennent de sa tenue de combat high-tech super-puissante. Le costume augmente grandement sa force, sa vitesse, son endurance, son agilité et ses réflexes. Elle lui permet également de voler et de créer des boules d'énergie électrique qui piquent comme les piqûres d'abeilles. Elle fut plus tard coincée à une très petite taille.

## Plainte
Le 28 août 2017, Hasbro porte plainte contre Warner Bros. et DC Comics pour violation de la propriété intellectuelle au sujet de "Bumblebee".
En effet, depuis fin 2015, à la suite du lancement de la série DC Super Hero Girls, Mattel édite des poupées à l'effigie de la super-héroïne. Selon Hasbro, qui édite des figurines à l'effigie du Transformer Bumblebee, le fait que les deux personnages portent le même nom peut porter à confusion,.
Le 16 août 2018, les trois parties passent un accord amiable mettant fin à la plainte. Les termes de cet accord sont inconnus.

## Œuvres où le personnage apparaît

### Comics
Bumblebee ne possède aucune série à son nom. On la retrouve essentiellement dans des séries dédiées à plusieurs équipes : Teen Titans, Doom Patrol ou Birds of Prey.

### Séries animées
- Elle apparaît dans la série Teen Titans.
- Elle apparaît dans la saison 1 de La Ligue des justiciers : Nouvelle Génération comme une camarade de classe de Miss Martian et Superboy. Dans de la saison 2, elle porte le costume de Bumblebee et fait partie de l'équipe des jeunes héros, en plus d'être l'assistante et la protégée de Ray Palmer. Comme dans les comics, elle entretient une relation amoureuse avec Mal Duncan.
- Elle est étudiante au Super Hero High dans la web série DC Super Hero Girls.
- Une nouvelle version dans DC Super Hero Girls (série télévisée) qui est plus timide que la précédente (comme Fluttershy de My Little Pony).
- Elle apparaît également dans la série Teen Titans Go!.

### Films d'animations
- La Ligue des justiciers : Dieux et Monstres (Justice League: Gods and Monsters, Sam Liu, 2015) avec  	Kari Wahlgren (VF : Anne Rondeleux)[7]
- Teen Titans: The Judas Contract (Sam Liu, 2017) avec Masasa Moyo (VF : Aurélie Colin)[8]
- Teen Titans Go! Le film (Teen Titans Go! To the Movies, Aaron Horvath et Peter Rida Michail, 2018) (caméo)
- Justice League Dark: Apokolips War (Matt Peters et Christina Sotta, 2020) (caméo)

### Romans
Une série de romans dérivés de la série DC Super Hero Girls sort depuis 2016. L'un des tomes lui est dédié :
- 2018 : Bumblebee at Super Hero High, écrit par Lisa Yee, Random House Books for Young Readers  (ISBN 978-1524769260).